# ليتل غرنسدن (كامبريدجشير)
ليتل غرنسدن (بالإنجليزية: Little Gransden)‏ هي قرية و أبرشية مدنية تقع في المملكة المتحدة في إنجلترا. يقدر عدد سكانها بـ 262 نسمة .